# خذ وخل (مسلسل)
خِذ وخَل هو مسلسل كويتي متكون من حلقات متعددة كوميديا ومن إنتاج شركة فنون، أنتج وعرض في عام 1989.

## القصة
تدور أحداث هذا المسلسل عن شخصين نزلوا من مركبة فضائية ورأهم شخص عالبحر وذهب اليهم وصورهم بعد ذلك دخلو بداخل كاميرته وبعد ذلك يهربون من هذا الشخص وكاميرته والتنكر بأشكالهم وشخصياتهم للهرب من هذا الشخص الذي ينوي ان يمسك بهم ليثبت للعالم اعجوبة ما امسك وان يريي اصدقائه الذين لم يصدقوه.

## الممثلون
- داوود حسين
- انتصار الشراح
- طارق العلي
- محمد البلوشي
- محمد العجيمي
- علي جمعة (ممثل)
- ولد الديرة
- سليمان الملا
- عادل الرويشد